# Titschendorf
Titschendorf is een  dorp in de Duitse gemeente Wurzbach in het Saale-Orla-Kreis in Thüringen. Het dorp wordt voor het eerst genoemd in  1616. 
Tot 1999 was Titschendorf een zelfstandige gemeente. In dat jaar werd het samen met een aantal andere kleine gemeenten in de omgeving bij Wurzbach gevoegd. Het dorp ligt tegen de grens met de vrijstaat Beieren, tot Die Wende de Duits-Duitse grens.